# Општина Фрасин (Сучава)
Фрасин (рум. Frasin) општина је у Румунији у округу Сучава.
Oпштина се налази на надморској висини од 522 m.